# Resolución 160 del Consejo de Seguridad de las Naciones Unidas
La resolución 160 del Consejo de Seguridad de las Naciones Unidas, adoptada por unanimidad el 7 de octubre de 1960, después de examinar la solicitud de la Federación de Nigeria  para la membresía en las Naciones Unidas, el Consejo recomendó a la Asamblea General que la Federación de Nigeria fuese admitida.